# Figueiró do Campo
Figueiró do Campo ist eine Ortschaft und Gemeinde in Portugal.

## Geschichte
Erstmals wurde der Ort als Figueirola im Jahr 1121 dokumentiert. In den Registern von 1517 wurde es als eine Gemeinde im Kreis Montemor-o-Velho geführt. 1840 gehörte die Gemeinde zum Kreis Santo Varão. Seit dessen Auflösung 1853 gehört Figueiró do Campo zu Soure.

## Verwaltung
Figueiró do Campo ist Sitz einer gleichnamigen Gemeinde (Freguesia) im Landkreis (Concelho) von Soure, im Distrikt Coimbra. Am 30. Juni 2011 hatte die Gemeinde 1288 Einwohner auf einer Fläche von 11,3 km².
Folgende Ortschaften liegen in der Gemeinde:
- Belide Cabeços
- Casal do Cimeiro
- Casal do Marachão
- Casal das Neras
- Casal do Paço
- Casal S. Pedro
- Entre Valas
- Figueiró do Campo
- Painça (zum Teil auch zu Granja do Ulmeiro)
- Ribeira da Mata (zum Teil auch zu Vila Nova de Anços)